# Brigitte García
Melany Brigitte García Farías (Canoa, 27 de enero de 1997–24 de marzo de 2024) fue una enfermera y política ecuatoriana. Fue alcaldesa de San Vicente, entre mayo de 2023 hasta su asesinato en marzo de 2024; siendo la persona más joven en ocupar el cargo de alcalde en Ecuador.

## Biografía
Melany Brigitte García Farías nació el 27 de enero de 1997, en la parroquia de Canoa, del cantón ecuatoriano de San Vicente. Fue la menor de cuatro hermanos. Desde temprana edad, demostró su interés por la política, particiaproyectos políticos regionales durante su adolescencia.
Tras graduarse como enfermera, Brigitte canalizó su pasión por el servicio público al presentar su candidatura a la alcaldía de San Vicente. Respaldada por el Movimiento Revolución Ciudadana, en mayo de 2023, con tan solo 26 años, se convirtió en la alcaldesa más joven en la historia de Ecuador.
Durante su mandato, incluyó la implementación de sistemas de agua potable y alcantarillado, contribuyendo al bienestar de la comunidad.

## Muerte
Fue asesinada el 24 de marzo de 2024, a diez meses de ocupar el cargo de alcalde de San Vicente, junto a su director de comunicaciones Jairo Loor. El asesinato ocurrió al interior de un carro donde se encontraban, y se cree que la persona que acabó con la vida de ambos, los acompañaba.